# 莱昂诺尔·罗德里格斯
莱昂诺尔·罗德里格斯（西班牙語：Leonor Rodríguez，1991年10月21日—），西班牙女子篮球运动员。她曾代表西班牙国家队参加2016年和2020年夏季奥林匹克运动会篮球比赛，其中2016年奥运会获得一枚银牌。